# Lise Thomsen
Esther Louise "Lise" Thomsen, född 26 december 1914 i Florida, död 26 november 2003, var en dansk skådespelare. Hon var gift med professorn Martin Volodja Johansen, med vilken hon fick en dotter, skådespelaren Lane Lind. 

## Filmografi i urval
- 1939 – I dag begynder livet
- 1941 – En förbrytare
- 1941 – Wienerbarnet
- 1942 – Urspårad
- 1946 – Svar med amatörfoto
- 1946 – Svar till obemärkt
- 1948 – Hvor er far?
- 1951 – Det gäller din dotter
- 1957 – Ängel i svart
- 1961 – Den vita hingsten
- 1965 – En historia till fredag
- 1966 – En så'n härlig natt
- 1966 – Jag – en älskare
- 1967 – Min lillebror och jag
- 1968 – Jag – en kvinna 2
- 1974 – Nøddebo præstegaard